# Jambrina
Jambrina è un comune spagnolo di 239 abitanti situato nella comunità autonoma di Castiglia e León.